# Static-X
Static-X is een Amerikaanse industrial metalband uit Los Angeles. De band werd in 1994 opgericht. De band heeft tot dusver acht albums uitgebracht, waarvan het meest recente in 2024.
De band verkreeg bekendheid met hun debuutalbum, Wisconsin Death Trip, dat in 2001 in de VS platina kreeg. Zelf omschrijft de band hun muziek als "kwaadaardige disco". In de periode tussen 2010 en 2012 laste de band een pauze in. In 2013 is de band officieel uit elkaar gegaan. Na het overlijden van frontman Wayne Static in 2014 werd het tamelijk stil rond de band, totdat Tony Campos in oktober 2018 plannen voor een reünie met Koichi Fukada en Ken Jay aankondigde. Dit in de vorm van het album Project Regeneration, dat februari 2020 uitgebracht zal worden. Op het album zal de originele line-up te horen zijn, waarbij gebruik wordt gemaakt van ongebruikte opnames van Wayne Static.

## Geschiedenis

### Oprichting en debuutalbum (1994—2000)
Static-X werd opgericht door Wayne Static en Ken Jay.
Static en Jay hadden elkaar leren kennen in een platenzaak in Chicago, en werden door Billy Corgan (zanger van The Smashing Pumpkins) aan elkaar voorgesteld. De twee vormden eerst een band genaamd Deep Blue Dream, maar die hield geen stand. De twee voegden zich daarna bij de metalband Stygian en namen een demo op voor een potentiële nieuwe band genaamd Drill. Toen dit op niets uitdraaide, verhuisden ze naar Los Angeles om nieuwe leden te zoeken. Hier leerden ze bassist Tony Campos en gitarist Koichi Fukuda kennen. Samen met hen werd in 1994 Static-X opgericht, al werd deze naam pas gekozen nadat de oorspronkelijk gekozen naam, Wisconsin Death Trip, als te lang werd bevonden.
Begin 1998 tekende Static-X een contract bij Warner Bros. Records. Op 23 maart 1999 bracht de groep hun debuutalbum, Wisconsin Death Trip uit, gevolgd door de singles "I'm with Stupid" en "Bled for Days". Naar aanleiding van het succes van hun album trad Static-X tweemaal op tijdens het Ozzfest. Het jaar erop volgde een promotie-ep, The Death Trip Continues. In 2001 bereikte Wisconsin Death Trip de status van platina album. Tot op heden is dit het enige album van Static-X dat deze status heeft weten te bereiken.
De band heeft bijgedragen aan de soundtracks van verschillende videospellen, zoals Omega Boost, Street Skater 2 en Duke Nukem: Land of the Babes.

### MachineenShadow Zone(2000—2003)
Tijdens de opnames van hun tweede album, Machine, verliet Koichi Fukuda de band om meer tijd door te brengen met zijn vriendin en andere kansen in de muziekindustrie te benutten. Hij is slechts op 1 nummer van dit album te horen; "Otsego Undead", de soundtrack van Dracula 2000. Voormalig Dope-lid Tripp Eisen nam zijn plaats in. Machine kwam uit op 22 mei 2001. Ook dit album was een succes, en Static-X begon vrijwel direct te werken aan hun derde album; Shadow Zone. Aan dit album mocht Eisen ook meeschrijven. Voordat de opnames konden beginnen, verliet Ken Jay de band vanwege meningsverschillen met de rest. Josh Freese van A Perfect Circle en The Vandals nam tijdelijk zijn plaats in als drummer, totdat Nick Oshiro (bekend van Seether) werd aangenomen als permanente vervanger van Jay.
Tijdens de productie van Shadow Zone zocht Jonathan Davis van KoRn contact met Wayne Static, met de vraag of Static een lied dat hij had geschreven voor de film Queen of the Damned wilde inzingen. Shadow Zone kwam uit op 7 oktober 2003. Het lied "The Only" van het album "Shadow Zone" verscheen ook tussen de muziek van het spel Need for Speed Underground toen het uitkwam in november 2003.

### 2003— 2008
Op 20 juli 2004 verscheen het album Beneath... Between... Beyond..., dat bestond uit een verzameling van demonummers. Hierna begon de band te werken aan hun vierde album; Start a War. In februari 2005 werd Tripp Eisen gearresteerd vanwege een seksschandaal waar ook minderjarigen bij betrokken waren, waarna hij werd ontslagen uit de band. Hierop keerde Koichi Fukuda weer terug bij Static-X. Start a War werd uitgebracht op 14 juni 2005, met de bijbehorende singles "I'm the One" en "Dirthouse". Het lied "Skinnyman" maakt ook deel uit van de soundtrack van het spel Need For Speed: Most Wanted.
Op 3 april 2007 verscheen het album Cannibal. Static-X bracht het nummer "No Submission" eveneens uit op hun MySpace-pagina.
Op 10 mei 2007 werd bekend dat Static-X zou optreden op het hoofdpodium van het Ozzfest dat jaar. Tevens kondigde Wayne Static aan bezig te zijn met een extra project, "Pighammer".
In November 2007 sloot Tony Campos zich aan bij Ministry als tijdelijke bassist.

### 2008 – heden
In januari 2008, na het voltooien van hun Operation Annihilation tour in Australië, begon de band aan hun zesde studioalbum, Cult of Static. Op 14 oktober 2008 bracht Static-X hun live cd/dvd Cannibal Killers Live uit. Cult of Static kwam uit op 17 maart 2009 en bereikte de 16e plek in de Billboard 200.
In 2009 was de band te zien op het Download Festival en op Graspop Metal Meeting.
In 2011 zou Wayne Static optreden op het Hellfest Summer Open Air, maar dit optreden werd afgelast in verband met het opnemen van zijn soloalbum. De band lag in die periode tijdelijk uit elkaar, om tussen 2012 en 2013 weer even bij elkaar te komen. In 2013 stopte de band definitief.
Op 1 november 2014 is Wayne Static (echte naam: Wayne Wells) op 48-jarig leeftijd overleden.
In oktober 2018 kondigde Tony Campos plannen aan voor een reünie van Static-X met Koichi Fukada en Ken Jay. Dit in de vorm van het album Project Regeneration, dat in februari 2020 uitgebracht is. Op het album is de originele line-up te horen, waarbij gebruik wordt gemaakt van ongebruikte opnames van Wayne Static. Sinds 2019 tourt de band met een zanger genaamd Xer0 die een masker draagt van de gelijkenis van Wayne Static.

## Leden

### Huidige leden
- Ken Jay - drums (1994–2003, 2018-heden)
- Koichi Fukada - lead guitar, keyboard (1993-2000, 2005-2010, 2018-heden)
- Tony Campos - basgitaar, achtergrondvocalen (1994–2010, 2018-heden)

### Voormalige leden
- Wayne Static - lead vocalen, ritmegitaar, keyboard (1994-2010, 2012-2013)
- Tripp Eisen - lead guitar (2001–2005)
- Nick Oshiro - drums (2003-2009)
- Brent Ashley - basgitaar, achtergrondvocalen (2012)
- Andy Cole - basgitaar, achtergrondvocalen (2012-2013)
- Diego Ibarra - lead guitar (2012-2013)
- Sean Davidson - drums (2012-2013)

### Overige leden
Sessies
- Josh Freese (Shadow Zone)

Live
- Marty O'Brien (2001)
- Will Hunt (2007, 2009)
- Bevan Davies (2007)
- XerO (2019- heden)

## Discografie
- Wisconsin Death Trip (1999)
- Machine (2001)
- Shadow Zone (2003)
- Start a War (2005)
- Cannibal (2007)
- Cult of Static (2009)
- Project Regeneration (2020)
- Project Regeneration, Vol. 2 (2024)